# Daniel Ballard
Daniel George Ballard (Stevenage, 22 settembre 1999) è un calciatore nordirlandese, difensore del Sunderland e della nazionale nordirlandese.

## Caratteristiche tecniche
Agli esordi criticato dagli addetti ai lavori per il suo essere un giocatore piuttosto "ruvido" e "pesante", col tempo si è affermato come un difensore centrale che combina una grande potenza fisica a una buona velocità, col tempo è riuscito ad affinare anche la tecnica individuale risultando un elemento prezioso per l'impostazione dalle retrovie, oltre che a un'arma molto pericolosa sulle palle inattive per le sue ottime capacità nel gioco aereo.

## Carriera

### Club
Cresciuto nel settore giovanile dell'Arsenal, l'8 luglio 2018 ha firmato il suo primo contratto sportivo con i gunners. Il 3 luglio 2019 è stato ceduto in prestito allo Swindon Town per una stagione. Ha debuttato fra i professionisti il 3 agosto disputando l'incontro di Football League Two vinto 2-0 contro lo Scunthorpe Utd mentre tre giorni più tardi ha segnato il suo primo gol nel corso del match di EFL Trophy perso 3-2 contro il Chelsea Under-21.
Il 5 ottobre 2020 viene ceduto in prestito al Blackpool.
Il 1º luglio 2021 viene ceduto nuovamente a titolo temporaneo, questa volta al Millwall, club di seconda divisione.

### Nazionale
Dopo avere rappresentate le selezioni giovanili nordirlandesi, il 12 marzo 2019 viene convocato per la prima volta in nazionale maggiore.
Il 4 settembre 2020 ha debuttato con la Nazionale A nordirlandese disputando l'incontro di UEFA Nations League pareggiato 1-1 contro la Romania.
Il 2 settembre 2021 ha realizzato la sua prima rete con l'Irlanda del Nord nel successo in casa della Lituania (1-4) nelle qualificazioni ai Mondiali 2022.
L'11 giugno 2024 indossa per la prima volta la fascia di capitano della selezione nordirlandese nell'amichevole vinta 2-0 contro Andorra.

## Statistiche

### Presenze e reti nei club
Statistiche aggiornate al 23 novembre 2024.
| Stagione          | Squadra           | Campionato        | Campionato | Campionato | Coppe nazionali | Coppe nazionali | Coppe nazionali | Coppe continentali | Coppe continentali | Coppe continentali | Altre coppe | Altre coppe | Altre coppe | Totale | Totale | Totale |
| Stagione          | Squadra           | Comp              | Pres       | Reti       | Comp            | Pres            | Reti            | Comp               | Pres               | Reti               | Comp        | Pres        | Reti        | Pres   | Reti   |        |
| ----------------- | ----------------- | ----------------- | ---------- | ---------- | --------------- | --------------- | --------------- | ------------------ | ------------------ | ------------------ | ----------- | ----------- | ----------- | ------ | ------ | ------ |
| 2018-2019         | Arsenal           | PL                | -          | -          | FACup+CdL       | -               | -               | UEL                | -                  | -                  | FLT         | 3           | 0           | 3      | 0      |        |
| 2019-2020         | Swindon Town      | FL2               | 1          | 0          | FACup+CdL       | 0+1             | 0               | -                  | -                  | -                  | FLT         | 1           | 1           | 3      | 1      |        |
| 2020-2021         | Blackpool         | FL1               | 25+3       | 2          | FACup+CdL       | 2+0             | 0               | -                  | -                  | -                  | FLT         | -           | -           | 30     | 2      |        |
| 2021-2022         | Millwall          | FLC               | 31         | 1          | FACup+CdL       | 0+2             | 0               | -                  | -                  | -                  |             | -           | -           | 33     | 1      |        |
| 2022-2023         | Sunderland        | FLC               | 19         | 0          | FACup+CdL       | 3+0             | 0               | -                  | -                  | -                  | -           | -           | -           | 22     | 0      |        |
| 2023-2024         | Sunderland        | FLC               | 43         | 3          | FACup+CdL       | 1+0             | 0               | -                  | -                  | -                  | -           | -           | -           | 44     | 3      |        |
| 2024-2025         | Sunderland        | FLC               | 6          | 0          | FACup+CdL       | -               | -               | -                  | -                  | -                  | -           | -           | -           | 6      | 0      |        |
| Totale Sunderland | Totale Sunderland | Totale Sunderland | 68         | 3          |                 | 4               | 0               |                    | -                  | -                  |             | -           | -           | 72     | 3      |        |
| Totale carriera   | Totale carriera   | Totale carriera   | 125+3      | 6          |                 | 9               | 0               |                    | -                  | -                  |             | 4           | 1           | 141    | 7      |        |

### Cronologia presenze e reti in nazionale
| Cronologia completa delle presenze e delle reti in nazionale ― Irlanda del Nord | Cronologia completa delle presenze e delle reti in nazionale ― Irlanda del Nord | Cronologia completa delle presenze e delle reti in nazionale ― Irlanda del Nord | Cronologia completa delle presenze e delle reti in nazionale ― Irlanda del Nord | Cronologia completa delle presenze e delle reti in nazionale ― Irlanda del Nord | Cronologia completa delle presenze e delle reti in nazionale ― Irlanda del Nord | Cronologia completa delle presenze e delle reti in nazionale ― Irlanda del Nord | Cronologia completa delle presenze e delle reti in nazionale ― Irlanda del Nord |
| Data                                                                            | Città                                                                           | In casa                                                                         | Risultato                                                                       | Ospiti                                                                          | Competizione                                                                    | Reti                                                                            | Note                                                                            |
| ------------------------------------------------------------------------------- | ------------------------------------------------------------------------------- | ------------------------------------------------------------------------------- | ------------------------------------------------------------------------------- | ------------------------------------------------------------------------------- | ------------------------------------------------------------------------------- | ------------------------------------------------------------------------------- | ------------------------------------------------------------------------------- |
| 4-9-2020                                                                        | Bucarest                                                                        | Romania                                                                         | 1 – 1                                                                           | Irlanda del Nord                                                                | UEFA Nations League 2020-2021 - 1º turno                                        | -                                                                               | 90+1’                                                                           |
| 7-9-2020                                                                        | Belfast                                                                         | Irlanda del Nord                                                                | 1 – 5                                                                           | Norvegia                                                                        | UEFA Nations League 2020-2021 - 1º turno                                        | -                                                                               | 36’ 46’                                                                         |
| 14-10-2020                                                                      | Oslo                                                                            | Norvegia                                                                        | 1 – 0                                                                           | Irlanda del Nord                                                                | UEFA Nations League 2020-2021 - 1º turno                                        | -                                                                               |                                                                                 |
| 15-11-2020                                                                      | Vienna                                                                          | Austria                                                                         | 2 – 1                                                                           | Irlanda del Nord                                                                | UEFA Nations League 2020-2021 - 1º turno                                        | -                                                                               | 84’                                                                             |
| 18-11-2020                                                                      | Belfast                                                                         | Irlanda del Nord                                                                | 1 – 1                                                                           | Romania                                                                         | UEFA Nations League 2020-2021 - 1º turno                                        | -                                                                               |                                                                                 |
| 28-3-2021                                                                       | Belfast                                                                         | Irlanda del Nord                                                                | 1 – 2                                                                           | Stati Uniti                                                                     | Amichevole                                                                      | -                                                                               |                                                                                 |
| 31-3-2021                                                                       | Belfast                                                                         | Irlanda del Nord                                                                | 0 – 0                                                                           | Bulgaria                                                                        | Qual. Mondiali 2022                                                             | -                                                                               | 74’                                                                             |
| 3-6-2021                                                                        | Dnipro                                                                          | Ucraina                                                                         | 1 – 0                                                                           | Irlanda del Nord                                                                | Amichevole                                                                      | -                                                                               |                                                                                 |
| 2-9-2021                                                                        | Vilnius                                                                         | Lituania                                                                        | 1 – 4                                                                           | Irlanda del Nord                                                                | Qual. Mondiali 2022                                                             | 1                                                                               |                                                                                 |
| 8-9-2021                                                                        | Belfast                                                                         | Irlanda del Nord                                                                | 0 – 0                                                                           | Svizzera                                                                        | Qual. Mondiali 2022                                                             | -                                                                               |                                                                                 |
| 9-10-2021                                                                       | Lancy                                                                           | Svizzera                                                                        | 2 – 0                                                                           | Irlanda del Nord                                                                | Qual. Mondiali 2022                                                             | -                                                                               |                                                                                 |
| 12-10-2021                                                                      | Sofia                                                                           | Bulgaria                                                                        | 2 – 1                                                                           | Irlanda del Nord                                                                | Qual. Mondiali 2022                                                             | -                                                                               | 69’ 82’                                                                         |
| 29-3-2022                                                                       | Belfast                                                                         | Irlanda del Nord                                                                | 0 – 1                                                                           | Ungheria                                                                        | Amichevole                                                                      | -                                                                               | 82’                                                                             |
| 2-6-2022                                                                        | Belfast                                                                         | Irlanda del Nord                                                                | 0 – 1                                                                           | Grecia                                                                          | UEFA Nations League 2022-2023 - 1º turno                                        | -                                                                               |                                                                                 |
| 9-6-2022                                                                        | Pristina                                                                        | Kosovo                                                                          | 3 – 2                                                                           | Irlanda del Nord                                                                | UEFA Nations League 2022-2023 - 1º turno                                        | 1                                                                               |                                                                                 |
| 12-6-2022                                                                       | Belfast                                                                         | Irlanda del Nord                                                                | 2 – 2                                                                           | Cipro                                                                           | UEFA Nations League 2022-2023 - 1º turno                                        | -                                                                               |                                                                                 |
| 23-3-2023                                                                       | Serravalle                                                                      | San Marino                                                                      | 0 – 2                                                                           | Irlanda del Nord                                                                | Qual. Euro 2024                                                                 | -                                                                               | 67’                                                                             |
| 26-3-2023                                                                       | Belfast                                                                         | Irlanda del Nord                                                                | 0 – 1                                                                           | Finlandia                                                                       | Qual. Euro 2024                                                                 | -                                                                               | 50’                                                                             |
| 10-9-2023                                                                       | Astana                                                                          | Kazakistan                                                                      | 1 – 0                                                                           | Irlanda del Nord                                                                | Qual. Euro 2024                                                                 | -                                                                               | 83’                                                                             |
| 14-10-2023                                                                      | Belfast                                                                         | Irlanda del Nord                                                                | 3 – 0                                                                           | San Marino                                                                      | Qual. Euro 2024                                                                 | -                                                                               |                                                                                 |
| 17-11-2023                                                                      | Helsinki                                                                        | Finlandia                                                                       | 4 – 0                                                                           | Irlanda del Nord                                                                | Qual. Euro 2024                                                                 | -                                                                               |                                                                                 |
| 26-3-2024                                                                       | Glasgow                                                                         | Scozia                                                                          | 0 – 1                                                                           | Irlanda del Nord                                                                | Amichevole                                                                      | -                                                                               |                                                                                 |
| 8-6-2024                                                                        | Palma di Maiorca                                                                | Spagna                                                                          | 5 – 1                                                                           | Irlanda del Nord                                                                | Amichevole                                                                      | 1                                                                               |                                                                                 |
| 11-6-2024                                                                       | Murcia                                                                          | Irlanda del Nord                                                                | 2 – 0                                                                           | Andorra                                                                         | Amichevole                                                                      | -                                                                               | cap.                                                                            |
| 5-9-2024                                                                        | Belfast                                                                         | Irlanda del Nord                                                                | 2 – 0                                                                           | Lussemburgo                                                                     | UEFA Nations League 2024-2025 - 1º turno                                        | 1                                                                               | 82’                                                                             |
| 8-9-2024                                                                        | Plovdiv                                                                         | Bulgaria                                                                        | 1 – 0                                                                           | Irlanda del Nord                                                                | UEFA Nations League 2024-2025 - 1º turno                                        | -                                                                               |                                                                                 |
| 15-11-2024                                                                      | Belfast                                                                         | Irlanda del Nord                                                                | 2 – 0                                                                           | Bielorussia                                                                     | UEFA Nations League 2024-2025 - 1º turno                                        | 1                                                                               | 75’                                                                             |
| 18-11-2024                                                                      | Lussemburgo                                                                     | Lussemburgo                                                                     | 2 – 2                                                                           | Irlanda del Nord                                                                | UEFA Nations League 2024-2025 - 1º turno                                        | -                                                                               |                                                                                 |
| 7-6-2025                                                                        | Copenaghen                                                                      | Danimarca                                                                       | 2 – 1                                                                           | Irlanda del Nord                                                                | Amichevole                                                                      | -                                                                               |                                                                                 |
| 10-6-2025                                                                       | Belfast                                                                         | Irlanda del Nord                                                                | 1 – 0                                                                           | Islanda                                                                         | Amichevole                                                                      | -                                                                               |                                                                                 |
| Totale                                                                          |                                                                                 | Presenze                                                                        | 29                                                                              |                                                                                 | Reti                                                                            | 5                                                                               |                                                                                 |

## Palmarès

### Club

#### Competizioni nazionali
- Campionato inglese di quarta divisione: 1

Swindon Town: 2019-2020